# Dascyllus
Dascyllus – rodzaj morskich ryb okoniokształtnych z rodziny garbikowatych. Niektóre gatunki hodowane w akwariach morskich.

## Klasyfikacja
Gatunki zaliczane do tego rodzaju:

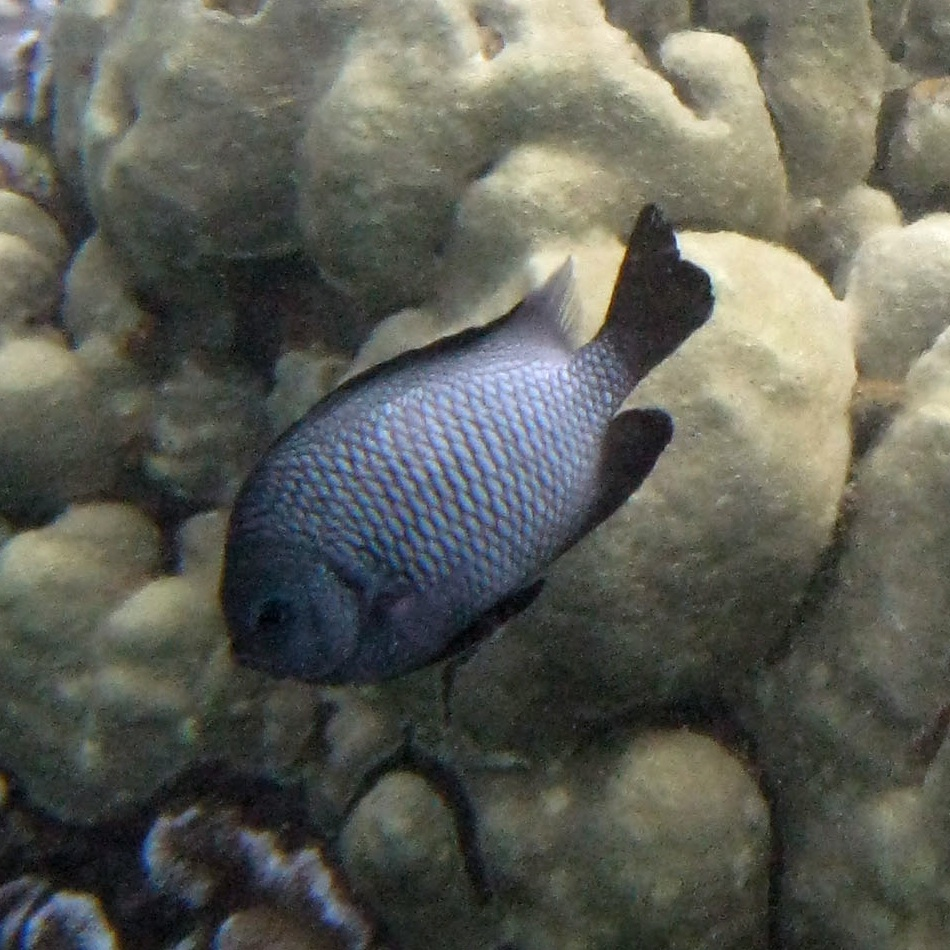
Dascyllus albisella
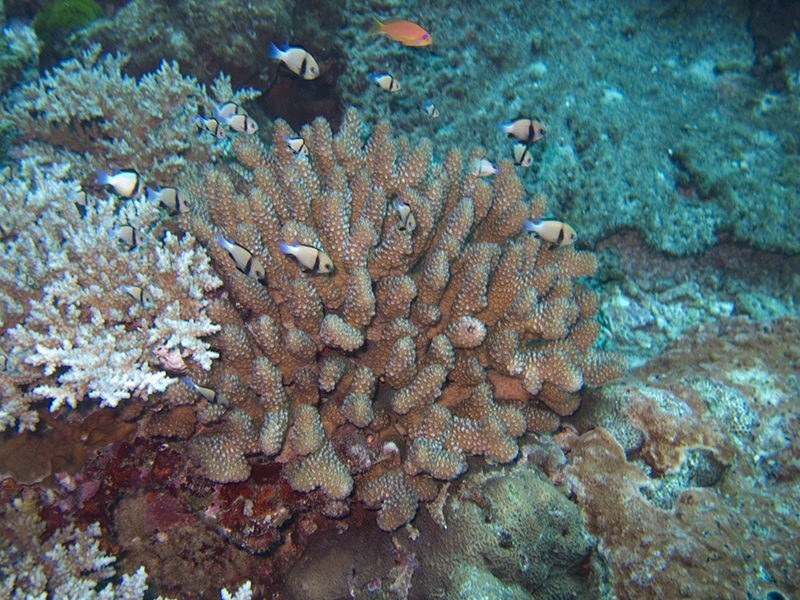
Dascyllus aruanus - dascylus zebra[potrzebny przypis]
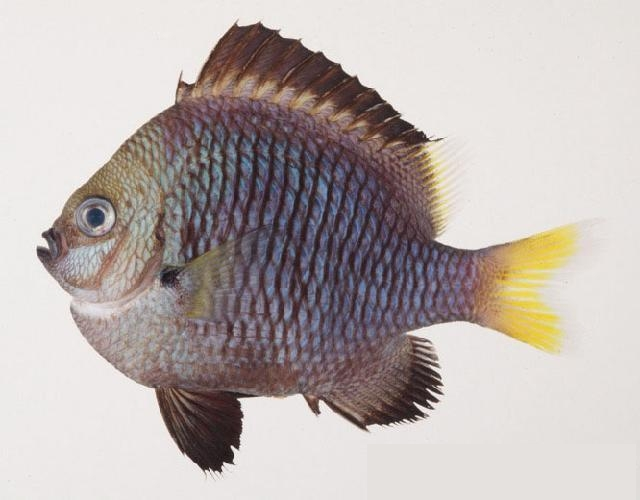
Dascyllus auripinnis
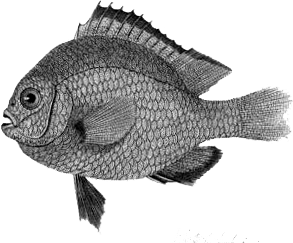
Dascyllus carneus
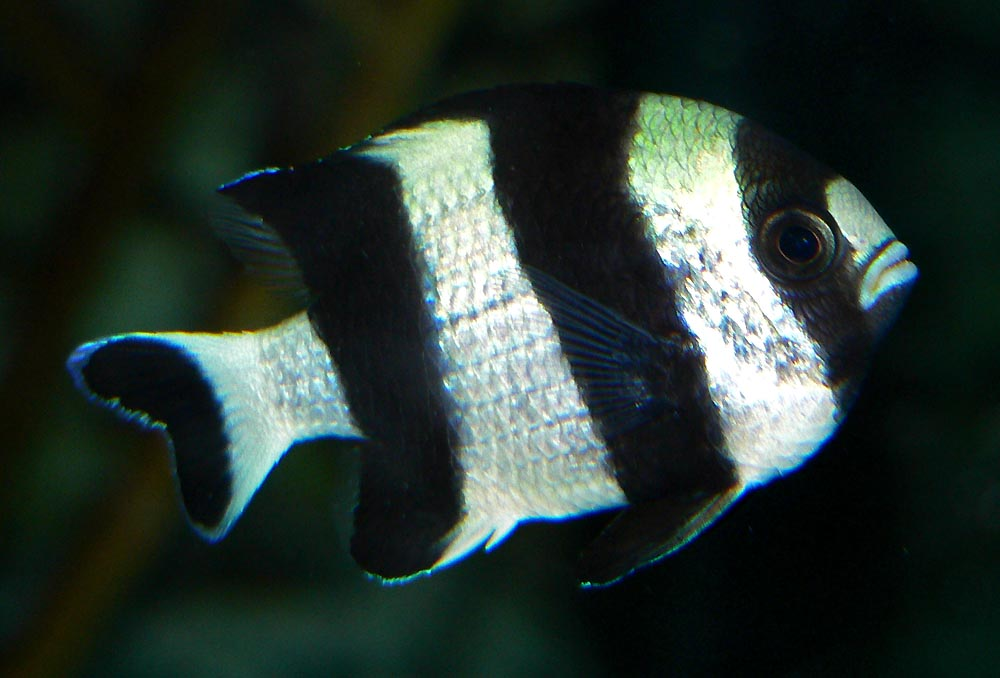
Dascyllus flavicaudus
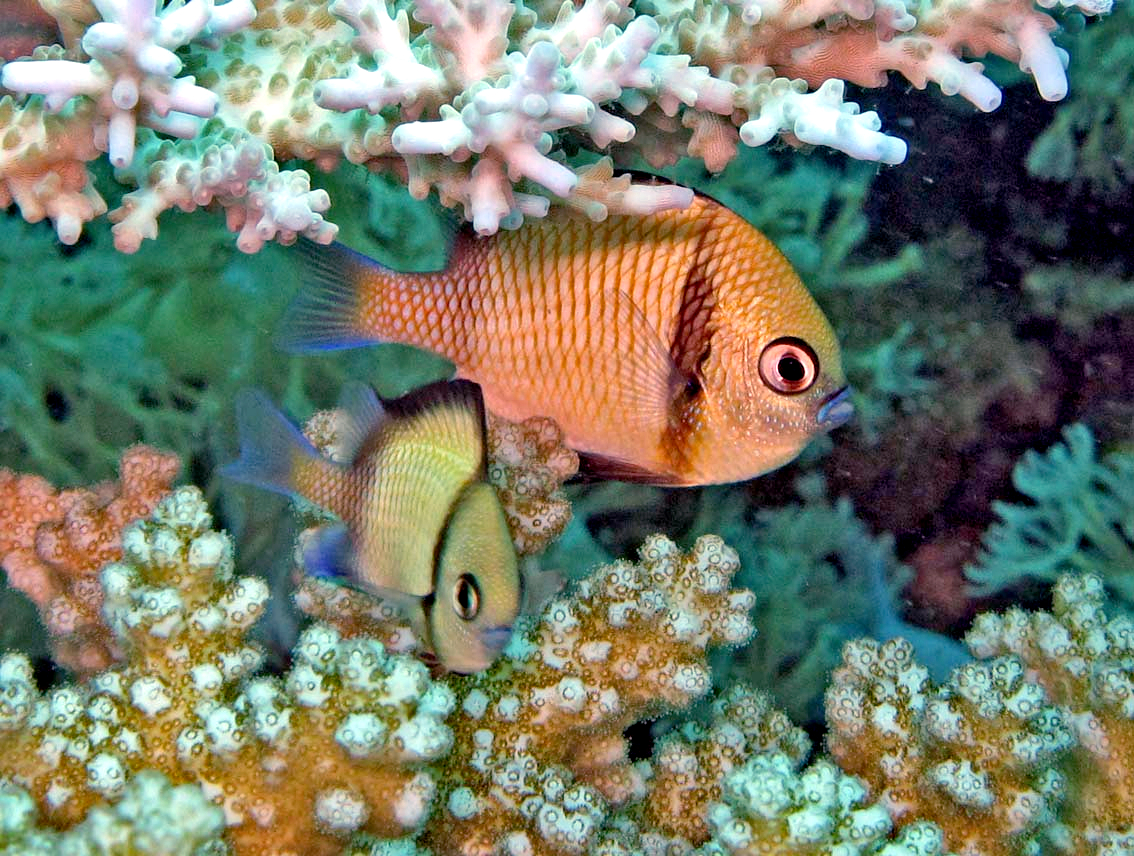
Dascyllus marginatus
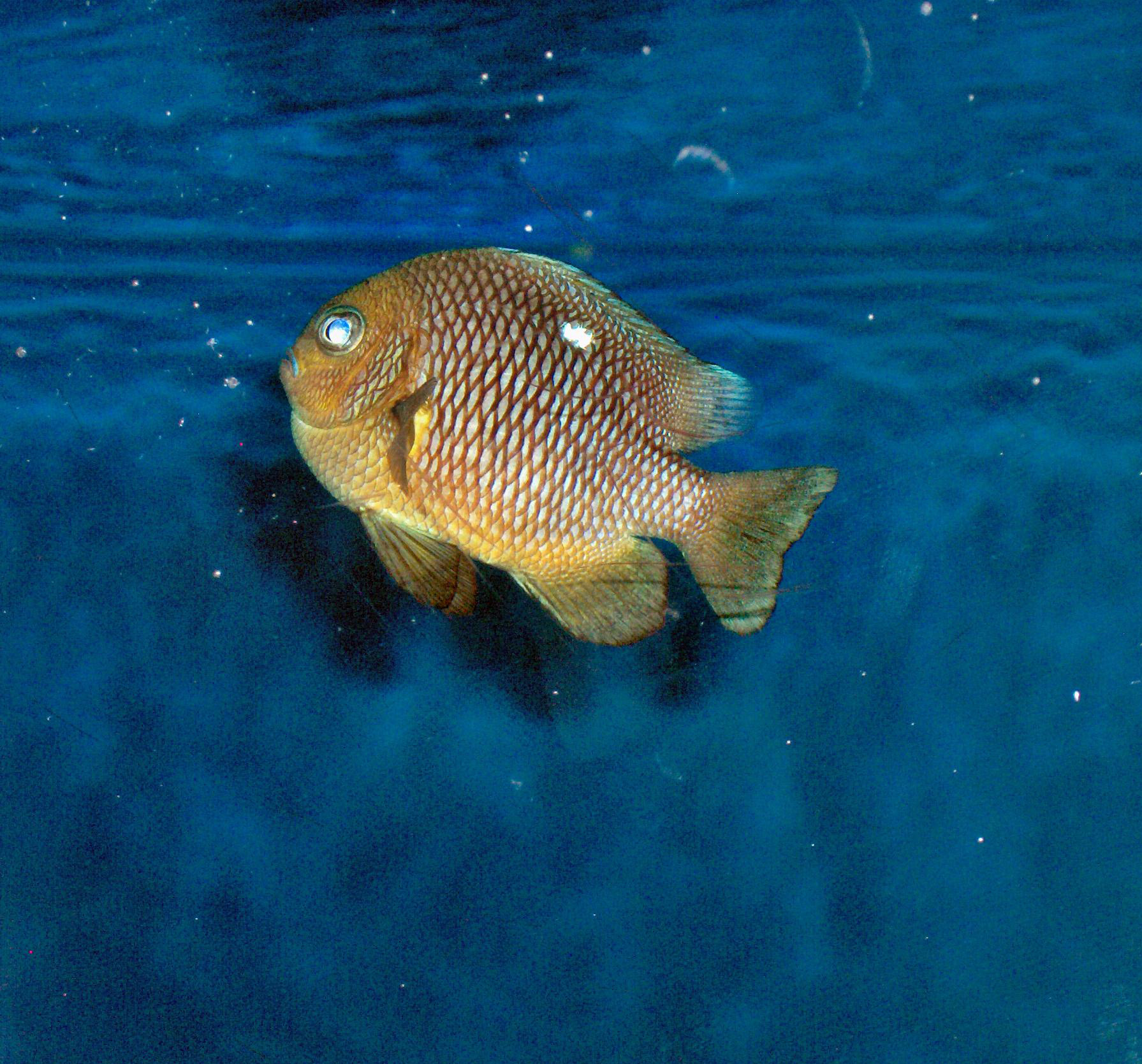
Dascyllus melanurus
- Dascyllus reticulatus
- Dascyllus strasburgi
- Dascyllus trimaculatus

- Dascyllus albisella
- Dascyllus carneus
- Dascyllus flavicaudus
- Dascyllus marginatus
- Dascyllus melanurus
- Dascyllus reticulatus
- Dascyllus trimaculatus